# Harvey Einbinder
Harvey Einbinder (?, ? de 1926) é um físico e historiador amador estadunidense.
Despendeu cinco anos de sua vida procurando falhas na Encyclopædia Britannica, e encontrou o suficiente para escrever 390 páginas de um livro chamado The Myth of the Britannica, publicado em 1964. Entre outras publicações suas está An American Genius: Frank Lloyd Wright, e a peça teatral Mah Name is Lyndon